# Nefasit
Nefasit (ou Nefasi) est une ville d'Érythrée, dans la région du Semien-Keih-Bahri et dans le district de Ghinda. La ville compte 8 600 habitants au recensement de 2000. Nefasit se situe sur l'unique chemin de fer du pays qui relie Asmara à Massawa.